# Bataille de Montaigu (1799)
Pour les articles homonymes, voir Bataille de Montaigu.
Guerre de Vendée
La troisième bataille de Montaigu se déroula lors de la Troisième guerre de Vendée, pendant la Révolution française.

## La bataille
Le 29 octobre 1799, le général vendéen Pierre Constant de Suzannet, commandant en chef de l’armée catholique et royale du Bas-Poitou et du Pays de Retz, tenta de s'emparer de la ville de Montaigu avec 900 hommes. Mais la ville était défendue par une garnison importante et des canons. 
L'attaque, qui se produit vers Meslay, sur le territoire de la commune voisine de la Guyonnière, mena à une lutte acharnée qui fut finalement repoussée par les républicains commandés par le chef de bataillon Levieux. Suzannet, ainsi que son lieutenant, Charles-Henri de la Roche-Saint-André, furent blessés. 
Ces événements menèrent à la signature du traité de paix de Montfaucon en janvier 1800.

## Sources
- Charles-Louis Chassin, Les pacifications dans l'Ouest, Tome III, édition Paul Dupont, 1899, p. 426.